# Mesoclemmys heliostemma
Espèce
Synonymes
- Batrachemys heliostemma McCord, Joseph-Ouni & Lamar, 2001

Mesoclemmys heliostemma est une espèce de tortue de la famille des Chelidae.

## Répartition
Cette espèce est endémique d'Amérique du Sud. Elle se rencontre :
- en Colombie dans les départements d'Amazonas, de Caquetá, de Guainía, de Putumayo et de Vaupés;
- en Équateur ;
- au Pérou dans la région de Loreto;
- au Brésil dans l’État d'Amazonas;
- au Venezuela dans l’État d'Amazonas.

## Publication originale
- McCord, Joseph-Ouni & Lamar, 2001 : A taxonomic reevaluation of Phrynops (Testudines: Chelidae) with the description of two new genera and a new species of Batrachemys. Revista de biología tropical, vol. 49, no 2, p. 715-764 (texte intégral).